# Дана Курбалија
Даница „Дана” Курбалија (Дрвар, 18. мај 1925 — Мостар, 21. новембар 2006) је била југословенска филмска и позоришна глумица. У свет глуме ушла је после Другог светског рата. Од почетка своје каријере била је стални члан ансамбла Народног позоришта у Мостару, а потом и Хрватског народног казалишта Мостар. 

## Филмографија
Глумица | 
| Глумица | ▲ |
| ------- | - |

Дугометражни филм | ТВ филм | ТВ серија | ТВ мини серија
|                   | 1960 | 1970 | 1980 | 1990 | Укупно |
| ----------------- | ---- | ---- | ---- | ---- | ------ |
| Дугометражни филм | 1    | 0    | 1    | 1    | 3      |
| ТВ филм           | 0    | 3    | 0    | 0    | 3      |
| ТВ серија         | 0    | 8    | 7    | 1    | 16     |
| ТВ мини серија    | 0    | 6    | 0    | 0    | 6      |
| Укупно            | 1    | 17   | 8    | 2    | 28     |
|           | Назив              | Улога            |
| --------- | ------------------ | ---------------- |
| 1968      | Кво вадис Живораде | Живорадова мајка |
| 1980-te ▲ |                    |                  |
| 1989      | Кудуз              | /                |
| 1990-te ▲ |                    |                  |
| 1991      | Празник у Сарајеву | Комшиница        |
|      | Назив      | Улога |
| ---- | ---------- | ----- |
| 1974 | Траг       | /     |
| 1978 | Извор      | Ружа  |
| 1979 | Либеранови | /     |
| Од | До | Назив | Улога |
| -- | -- | ----- | ----- |

| 1980-te ▲ | 1980-te ▲ | 1980-te ▲ | 1980-te ▲ |
| --------- | --------- | --------- | --------- |

| 1990-te ▲ | 1990-te ▲ | 1990-te ▲ | 1990-te ▲ |
| --------- | --------- | --------- | --------- |

| Од | До | Назив | Улога |
| -- | -- | ----- | ----- |